# Gesha (káva)
Gesha nebo Geisha je kávová odrůda kávovníku arabského. Tato odrůda původem z Etiopie se ve 20. století rozšířila hlavně do Střední a Jižní Ameriky. Poměrně neznámá odrůda se dostala do popředí obchodníků s výběrovou kávou po roce 2004, kdy vyhrála Best of Panama, soutěž o nejlepší kávy v regionu. V roce 2010 se její cena vyšplhala až na $170 za libru.

## Historie
Gesha je jednou z více než 1000 původních druhů kávy divoce rostoucích v Etiopii. Ve třicátých letech byla dovezena do Kostariky ve snaze najít odrůdu odolnou proti kávovému moru, ale tato teze se nepotvrdila. Naopak geisha, která kromě toho měla malé výnosy a chuťově nezajímavé plody zůstala zapomenuta. 
V padesátých letech přivezl Don Pachi Saraccin pár výhonků do Panamy. Na začátku 21. století objevili tyto zapomenuté rostlinky na farmě rodiny Petersonů v Jaramillo u města Boquete v Panamě. Geisha z této plantáže pak vyhrála Best of Panama a na světových trzích se prodávala za $21 za libru..

## Rostlina
Odrůda geisha dorůstá až 5 metrů výšky a větve jsou od kmene odkloněné o 45°. Existují 2 odrůdy, které se liší barvou listů mladých výhonků - zelená a bronzová varianta. Geisha má mělký kořenový systém a je velmi citlivá na vlhkost. Potřebuje také mírné sluneční záření. Plody pěstované pod 1400 metrů nad mořem nevykazují chuťové vlastnosti, pro které je ceněná. Ve vysokých výškách zas hrozí spálení UV zářením nebo napadení škůdci.